# Paracyba nopporensis
Paracyba nopporensis är en insektsart som först beskrevs av Matsumura 1932.  Paracyba nopporensis ingår i släktet Paracyba och familjen dvärgstritar. Inga underarter finns listade i Catalogue of Life.